# Optisk isomeri
Optisk isomeri er en isomeriform, der også benævnes spejlbilledeisomeri.

Optisk isomeri kan i forbindelse med den organiske kemi forekomme omkring et asymmetrisk carbon atom, altså et c-atom hvor der er bundet fire forskellige grupper. Der kan opnås to forskellige rummelige udformninger for hvert asymmetriske c-atom i et molekyle, ved at flytte rundt på de 4 sidegruppers placering. De to isomerer er hinandens spejlbilleder.
| Organisk kemi | Spire Denne artikel om organisk kemi er en spire som bør udbygges. Du er velkommen til at hjælpe Wikipedia ved at udvide den. |